# روس دونينغ
روس دونينغ (بالإنجليزية: Ross Dunning)‏ هو موظف مدني أسترالي، ولد في 4 مارس 1952 في Nambour ‏ في أستراليا.